# Judith von Ungarn
Judith von Ungarn (* Sommer 1054 wahrscheinlich in Goslar; † 14. März 1092/96) war die jüngste Tochter des Kaisers Heinrich III. aus seiner zweiten Ehe mit Agnes von Poitou. Judith war in ihrer ersten Ehe mit Salomon ab 1063 Königin von Ungarn und in ihrer zweiten Ehe mit Władysław I. Herman ab 1088 Herzogin von Polen.

## Leben
Als jüngste Tochter Heinrichs III. und Agnes von Poitou wurde Judith (auch Judith-Sophie oder Judith-Maria) im Sommer 1054 wahrscheinlich in Goslar geboren.
Im Jahr 1058 wurde die Vierjährige im Rahmen eines Friedensschlusses mit dem fünfjährigen ungarischen Thronfolger und Mitkönig Salomon verlobt. 1060 mussten Salomon und sein Vater König Andreas I. im Zuge der Auseinandersetzung mit Andreas’ Bruder Bela I. um die Thronfolge aus Ungarn fliehen. Salomon kehrte 1063 mit deutscher Hilfe zurück. Der genaue Hochzeitstermin seiner Hochzeit mit Judith ist nicht bekannt, man vermutet die Jahre zwischen 1063 und 1066. 1074 wurde Salomon gestürzt, woraufhin Judith von Mai oder Juli 1074 bis 1088 mit kurzen Unterbrechungen in Regensburg lebte.
Um 1087 starb Salomon, Judith heiratete 1088 den Herzog Wladyslaw I. Hermann von Polen. Auch diese zweite Ehe Judiths diente der Friedenssicherung und trug dazu bei, die in diesem Fall deutsch-polnischen Beziehungen friedlich zu gestalten. Anlässlich ihrer Heirat nahm sie ein kostbares, von ihrem Bruder Heinrich IV. in Auftrag gegebenes und im Kloster Sankt Emmeram hergestelltes Evangeliar mit an den polnischen Hof, das heute in der Bibliothek des Domkapitels in Krakau aufbewahrt wird.
Judith starb an einem 14. März, unklar ist aber das Jahr, man vermutet den Zeitraum zwischen 1092 und 1096.

## Nachkommen
Judith brachte drei Töchter zur Welt,
- in zweiter Ehe:
- Agnes (Äbtissin von Gandersheim und Quedlinburg)
- Adelheid (⚭ Diepold III. Markgraf von Cham und Vohburg)
- unbekannt (ca. 1089 bis 1112; ⚭ Jaroslaw I. Swjatopolkowitsch von Wladimir † 1123, Sohn des Swjatopolk II. (Kiew))